# História da República Dominicana
Até a chegada à ilha de Hispaniola, da expedição espanhola comandada por Cristóvão Colombo, a 5 de dezembro de 1492, esta encontrava-se povoada por indígenas, organizados sob o comando de cinco chefes. Um dos traços desta divisão era a tributação, em termos de alimentos, cultivados ou criados.
Nessa altura, indígenas adoraram os poderes sobrenaturais, tratando-os com honra e veneração. Esta era uma sociedade totalmente diferente das sociedades européias. Guacanagarix, o chefe que hospedou Colombo e os seus homens, tratou-os de forma cortês e concedeu-lhes os seus desejos.
Uma vez que se fundou a colônia, uma série de primazias tomaram lugar em Hispaniola, ou "A Espanhola" como chamaram-na os espanhóis. Sucederam-se a fundação da primeira Igreja, a primeira universidade, o primeiro hospital, o primeiro engenho açucareiro e, como era de se esperar, os primeiros abusos e os primeiros descumprimentos de tratados com os nativos.
Durante o século XVI, La Española gozou de boa posição econômica e social, porém desde o fim deste século e a partir da conquista de "Terra Firme" (as grandes massas territoriais da América do Norte e América do Sul), a ilha foi caindo no esquecimento e relegada a um segundo plano, entrando cada vez mais na pobreza. Também influiu em sua situação o ataque de corsários ingleses que destruíram grande parte das cidades e populações estabelecidas nesse momento.
Tão logo a declaração de independência do Haiti, em 1804, vários governantes haitianos trataram de unificar a ilha, o que lograram no ano de 1822, apenas semanas depois de que a parte oriental da ilha adquirira a independência da Espanha. A este breve período de autonomia chamou-se "Independência Efémera".
No ano de 1844, se inicia a gestão independentista, preconizada por Juan Pablo Duarte, um jovem de posição acomodada que havia estudado na França e com ideais nacionalistas; e dirigida por Francisco del Rosario Sánchez e Pedro Santana. A independência aconteceu em 27 de fevereiro daquele ano.
A partir desta altura, e com a falta de uma liderança sólida por parte dos seus dirigentes, inicia-se uma era em que era dominada por latifundiários que tinham poder econômico, tornando-se em governo por breves períodos. Nesta altura, grupos internos que não se sentiam contentes com a autonomia procuraram anexar-se novamente a Espanha, feito que alcançaram em 1861.
Em 1865, recupera a independência, passando novamente por uma etapa com falta de liderança e mudanças contínuas de governante. Esta situação durou até que Ulises Heureaux (Lilís) instalou a sua ditadura durante 12 anos (1887-1899) terminando com o seu assassinato.
No princípio do século XX, a instabilidade política e econômica e o atraso nos pagamentos dos empréstimos realizados durante o século XIX, fizeram com que ocorresse a denominada "Primeira Invasão Norte-Americana", que se estendeu desde 1916 até 1924. Durante o período 1924-1930, a economia dominicana viveu um período denominado por "Danza de los Millones" (Dança dos Milhões), essencialmente devido ao aumento dos preços internacionais da cana-de-açúcar.
Desde 1930 até 1961 o país esteve sob a ditadura de Rafael Leónidas Trujillo. O período em que este ditador esteve no poder, foi a época mais obscura da história dominicana, com perseguições e assassinatos de opositores. Após a eliminação do "Movimiento 14 de Junio" (Movimento 14 de Junho) em 1959 e com o assassinato das Hermanas Mirabal (Irmãs Mirabal), o regime começou a decair rapidamente até que Trujillo foi assassinado em 1961.
Logo depois de sua morte, o país passou por vários governos entre os que se encontram a do professor Juan Bosch que foi derrubado após 7 meses, um triunvirato e uma intervenção armada norte-americana em 1965. Em 1966 Joaquín Balaguer subiu ao poder e se manteve nele durante um período de 12 anos, em um governo semi-ditatorial no qual fez uso de fraudes eleitorais e repressões contra seus opositores políticos.
Durante as eleições no ano 1978, foi eleito Antonio Guzmán Fernández, do opositor Partido Revolucionário Dominicano (PRD). Foi o primeiro governo eleito pelo voto popular desde 1924. Seu mandato se caracterizou por ser um dos mais liberais que tinha tido a República Dominicana em décadas. Termina quando Guzmán se suicidou em 1982, sendo sucedido pelo vice-presidente, Jacobo Majluta, quem governou por 43 dias.
Em 1982 ganha as eleições Salvador Jorge Branco, do então partido governante, o PRD. Em 1986 retoma o poder Joaquín Balaguer, aos 80 anos.
Em 1990 é vencedor em eleições rodeadas por denúncias de fraudes por parte do Juan Bosch, do Partido da Libertação Dominicana. Em 1994, Joaquín Balaguer resulta novamente vencedor nas eleições, mas sob alegações por escrito de fraude e de impedimentos para votar de militantes opositores, vê reduzido o seu período presidencial a dois anos, acordando efectuar eleições em 1996.